# Carl Ritter
Pour les articles homonymes, voir Ritter et Karl Ritter.
Carl Ritter (7 août 1779 à Quedlinburg - 28 septembre 1859 à Berlin) est le fondateur de la géographie moderne avec Alexander von Humboldt.

## Biographie
Né d'une mère issue d'un milieu modeste (puisqu'elle était fille de tisserand), mais d'un père médecin, Carl Ritter grandit dans un milieu plutôt bourgeois. Il reçoit une éducation rousseauiste à l’école de Christian Gotthilf Salzmann à Schnepfenthal. Précepteur, il enseigne, en 1819, au collège de Francfort-sur-le-Main. L’année suivante, il part pour l’université de Berlin, où il occupe la première chaire de géographie et enseigne également à l’académie militaire que fréquente Clausewitz. Parmi ses étudiants, on trouve le comte  von Roon (général - ministre de la Guerre prussien de 1858 à 1878), le comte von Moltke (maréchal prussien, artisan de la victoire allemande en 1870). Il préface d’ailleurs, en 1837, l’ouvrage de von Roon (Principes de Géographie, d’Éthnologie et de Politique des États).
Ritter possède plusieurs points communs avec Humboldt dont il fut le disciple. D'origine allemande comme lui (il est né en Prusse), il fut aussi un grand voyageur mais au lieu d'aller vers les continents les plus lointains et les plus exotiques, ses déplacements se sont limités à l'Europe. Cette modestie est toute apparente car Ritter s'intéressa aussi et de manière originale à la géographie de l'Afrique, de l'Asie et surtout du Moyen-Orient.
Ritter souhaite changer l’approche géographique en la rendant plus rigoureuse et méthodique. Pour cela, il fait appel à d’autres disciplines telles que les sciences naturelles, l’histoire, voire la philosophie (Kant). Il part du principe qu’un géographe est quelqu’un qui regarde avant tout le paysage, d’un point de vue esthétique, et qui tente de comprendre ce qu’il voit par l’intermédiaire des lois naturelles.
Son ouvrage, Géographie de l’Europe, le fait connaître à travers le continent. Très vite, l’université de Berlin attire des géographes comme le Français Élisée Reclus (1851) qui suit les cours de ce grand maître. Toutefois, son ouvrage majeur reste sa Géographie générale comparée (Die Erdkunde), qu’il commence à rédiger en 1817-18. La trouvant imparfaite, il y travaillera de 1822 jusqu’à sa mort. Bien qu'elle compte 19 volumes, il n’a pu traiter que de l’Afrique et de l’Asie. Confrontant entre elles les formes des continents, les directions des grandes chaînes de montagnes ou celle des principaux fleuves, il chercha à déterminer les lois de la formation du globe mais aussi à saisir les rapports de l'Homme avec le sol en mettant en évidence l'influence des conditions naturelles sur le développement des sociétés. Ritter, et c'est là une démarche très moderne dans ce souci d'explication, s'est donc intéressé au devenir des peuples déterminés par les conditions et les contraintes du milieu dans lequel ils vivent.
Le 18 avril 1828, Carl Ritter, Alexander von Humboldt et Heinrich Berghaus fondent la Société de Géographie de Berlin (Gesellschaft für Erdkunde zu Berlin).

## Le déterminisme
Le déterminisme est le lien entre une cause relevant de la nature ou non et une conséquence d’ordre social. Pour Ritter, on ne peut comprendre les hommes et les sociétés en dehors de leur rapport immédiat au sol. La géographie ne saurait se limiter à décrire et à mesurer la terre, mais se doit de considérer l’espace comme un objet non seulement géologique, mais aussi biologique, voire sociologique. Il s’intéresse donc aux sociétés et à leur évolution à travers leurs liens avec leur milieu. Les sociétés sont contraintes par la topographie. Le géographe doit alors analyser « l’influence fatale de la nature ».
Positif à l'époque de Ritter, le concept du déterminisme a glissé peu à peu jusqu'à nos jours vers une acception négative. Cette théorie géographique est aujourd'hui très discutée. Ritter dont l'œuvre est immense, donc très complexe, ne peut être réduit à cette seule analyse. Pour autant, les liens qu'il a définis — et plus encore ses disciples — entre un milieu qui provoquerait un type précis de développement humain apparaissent en effet sujets à caution. Des milieux naturels semblables peuvent déboucher sur des organisations sociales et humaines très diverses. Le milieu ne commande pas tout.

## Distinctions
- Pour le Mérite